# Animafísica
O Animafísica é um projeto de divulgação científica que tem por finalidade levar temas e assuntos da área da física ao público.
O projeto consiste de um curta-metragem de animação, material escrito e vídeos de apoio ao ensino e aprendizagem, onde aprofunda-se conteúdos abordados na animação. Produzido com apoio da FAPESP e do Departamento de Raios Cósmicos e Cronologia do IFGW, por professores e alunos do Instituto de Física Gleb Wataghin da UNICAMP em parceria com o Núcleo de Animação de Campinas, objetiva, principalmente, apresentar a visão atual do Modelo Atômico oferecida pelo Modelo Padrão da Física das Partículas Elementares a estudantes do final do Ensino Fundamental II e início do Ensino Médio através de linguagem simples jovem.
O Animafísica está ligado ao projeto temático “Desafios para o Século XXI em Física e Astrofísica de Neutrinos” da FAPESP.

## Quarks e Léptons
“Quarks e Léptons”, trabalho do cineasta e animador Maurício Squarisi, do Núcleo de Cinema de Animação de Campinas, é o primeiro episódio da série Animafísica e conta a história de Mari, uma garota filha dos professores Pedro e Duda, que faz uma aposta com o pai, em troca de conseguir ingressos para o show da sua banda favorita. A partir deste desafio, a protagonista e o público aprendem lições importantes sobre modelo atômico e partículas elementares, de modo bastante descontraído.
“Os ingredientes de humor, música e pequenas brincadeiras intercalam informações sobre Física de Partículas, que são passadas propositadamente de modo leve e até superficial, eu diria. O roteiro também deixa espaço para que o público imagine, questione e tire suas próprias conclusões”, explica Squarisi, que desenvolveu o filme com a técnica do desenho animado em papel.
“Quarks e Léptons” foi elaborado e concluído ao longo do ano de 2019, sendo lançado no dia 25 de outubro do mesmo ano.